# Lijst van burgemeesters van Schellinkhout
Dit is een lijst van burgemeesters van de voormalige Nederlandse gemeente Schellinkhout tot die gemeente in 1970 fuseerde met Venhuizen en Wijdenes tot de nieuwe gemeente Venhuizen.
| Ambtsperiode | Naam burgemeester             | Partij of stroming | Bijzonderheden                                                        |
| ------------ | ----------------------------- | ------------------ | --------------------------------------------------------------------- |
| 1819 - 1837  | Rens (R.) Hoorns              |                    | schout/burgemeester                                                   |
| 1837 - 1852  | Leendert (L.) Backer Overbeek |                    |                                                                       |
| 1852 - 1865  | Klaas (K.) Peereboom          |                    | tevens burgemeester van Wijdenes (1851-1865)                          |
| 1865 - 1884  | Jacob (J.) Houter             |                    |                                                                       |
| 1884 - 1908  | Aris (A.) Kool                | Liberale Unie      | schoonzoon van Jacob Houter; tevens lid Tweede Kamer (1897-1901)      |
| 1908 - 1932  | Dirk (D.) Laan                |                    |                                                                       |
| 1932 - 1941  | Jan (J.) Palenstijn           |                    |                                                                       |
| 1941 - 1945  | Cornelis (C.) Mol             |                    | waarnemend, tevens burgemeester van Wijdenes (1936-1967)              |
| 1945         | J. Bakker                     |                    | waarnemend, tevens waarnemend burgemeester van Wijdenes               |
| 1945 - 1967  | Cornelis (C.) Mol             |                    | tevens burgemeester van Wijdenes (1936-1967)                          |
| 1967 - 1968  | Hendrik Marten Honijk         |                    | tevens burgemeester van Wijdenes (1967-1968) en Venhuizen (1933-1968) |
| 1968 - 1970  | Jo (J.A.) Engelvaart          | PvdA               | tevens burgemeester van Wijdenes en Venhuizen                         |